# Philip Holiday
Philip Holiday (* 23. Mai 1970 in Benoni, Südafrika als Philip James Holiday) ist ein ehemaliger australischer Boxer im Leichtgewicht. Am 19. August 1995 gewann er mit einem T.-K.-o.-Sieg in Runde 10 gegen den Kolumbianer Miguel Julio den vakanten Weltmeistertitel der International Boxing Federation und verteidigte ihn anschließend siebenmal in Folge.